# Commandement SS du camp de concentration d'Auschwitz

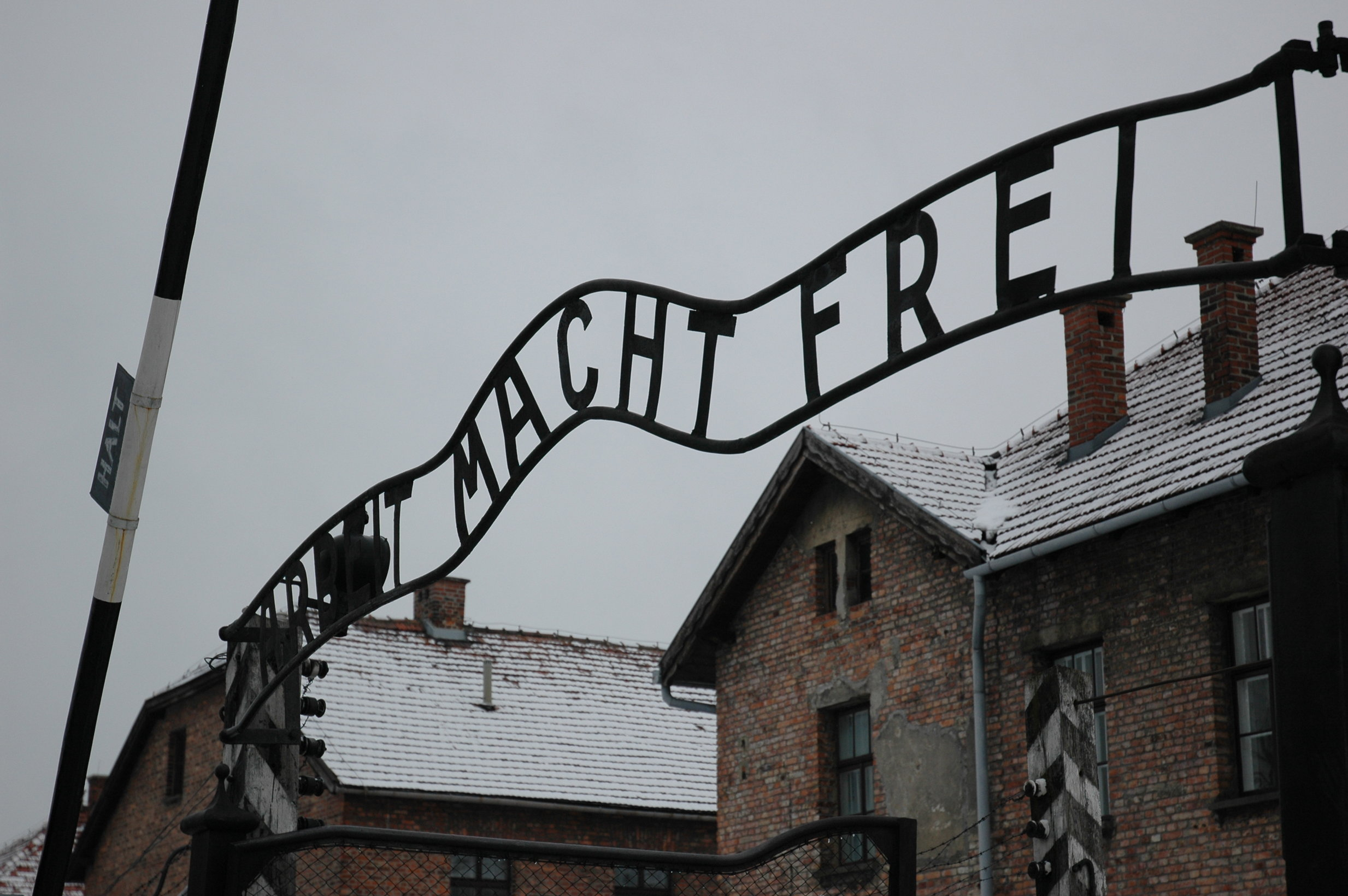
Auschwitz I - Arbeit macht frei

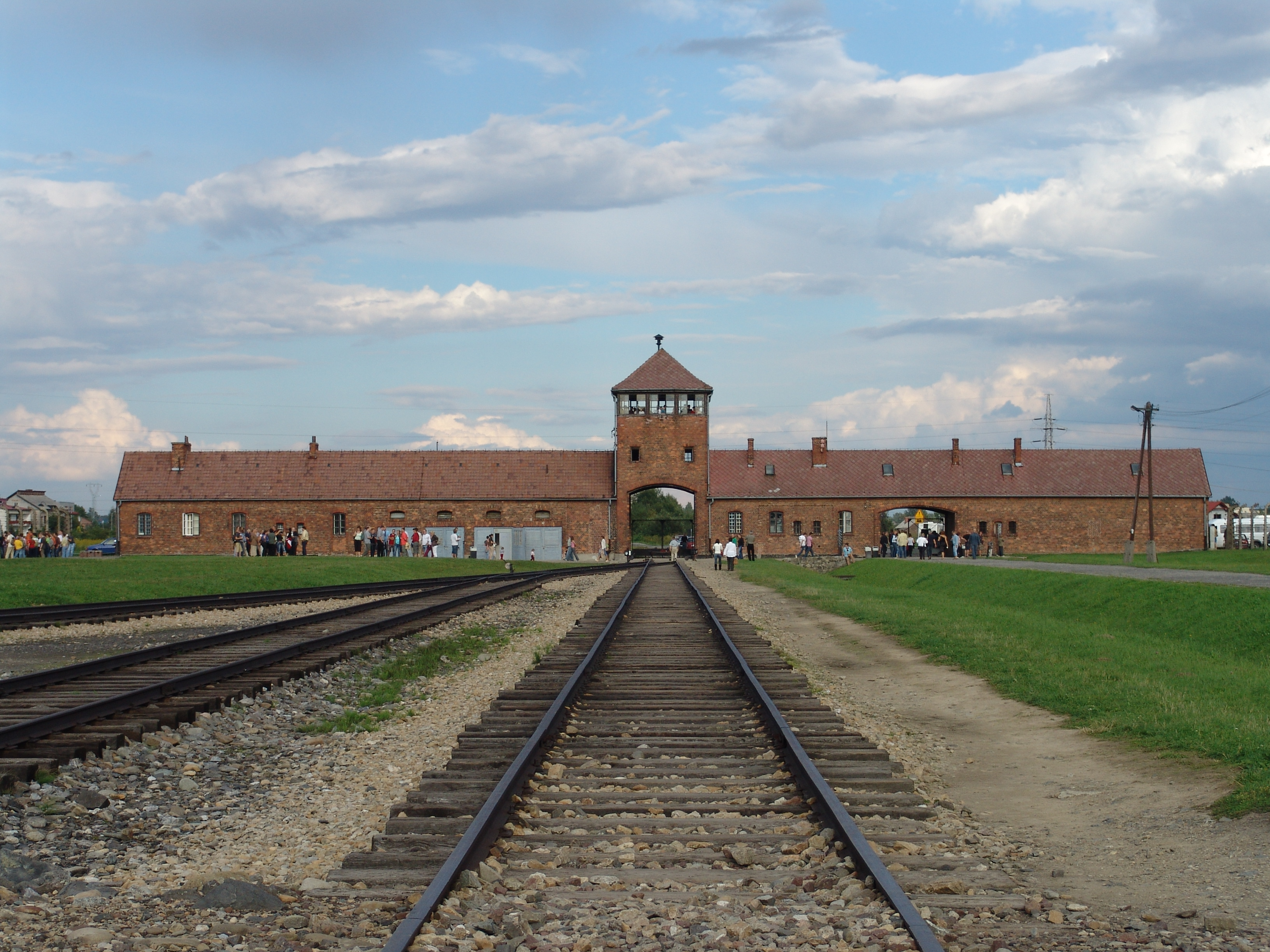
Auschwitz II - Birkenau

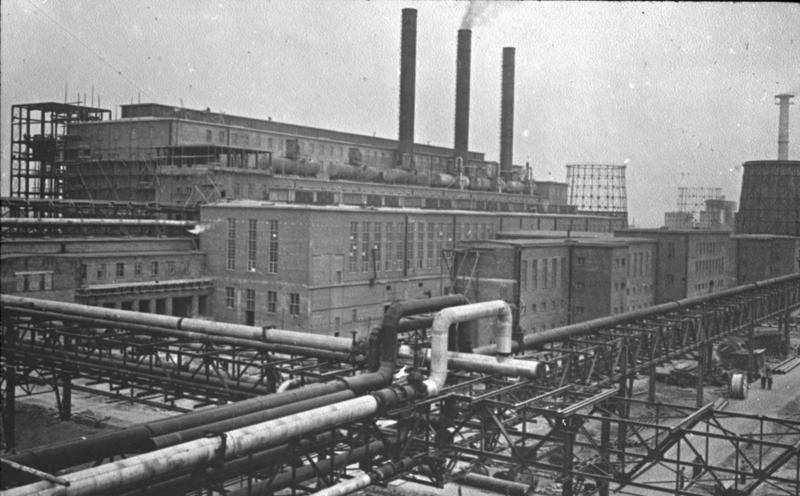
Auschwitz III Monowitz - Les entreprises IG-Farben

Le Commandement SS du camp de concentration d'Auschwitz est l'ensemble des unités, services et administrations SS qui gérèrent et administrèrent le camp de concentration d'Auschwitz-Birkenau-Monowitz durant la Seconde Guerre mondiale. Il ne comprend pas l'ensemble des personnes ayant travaillé à Auschwitz à cette période mais uniquement celles qui y ont exercé des responsabilités hiérarchiques. En raison de l'étendue de la chaîne de commandement et de son rôle clef dans le programme génocidaire nazi, le personnel dirigeant du camp de concentration d'Auschwitz englobe des personnes issues de différents services de la SS, certaines d'entre elles détenant des parcelles de responsabilité partagée.
De la construction du camp en 1940 jusqu'à sa libération par l'Armée rouge en janvier 1945, il y eut plus de 7 000 SS impliqués dans le fonctionnement du camp. Moins de 800 furent jugés pour crime de guerre, les plus notables de ces jugements étant ceux du commandant du camp, Rudolf Höss et celui de 40 d'entre eux, lors du procès d'Auschwitz, à Cracovie, en 1947.

## Haut commandement du camp

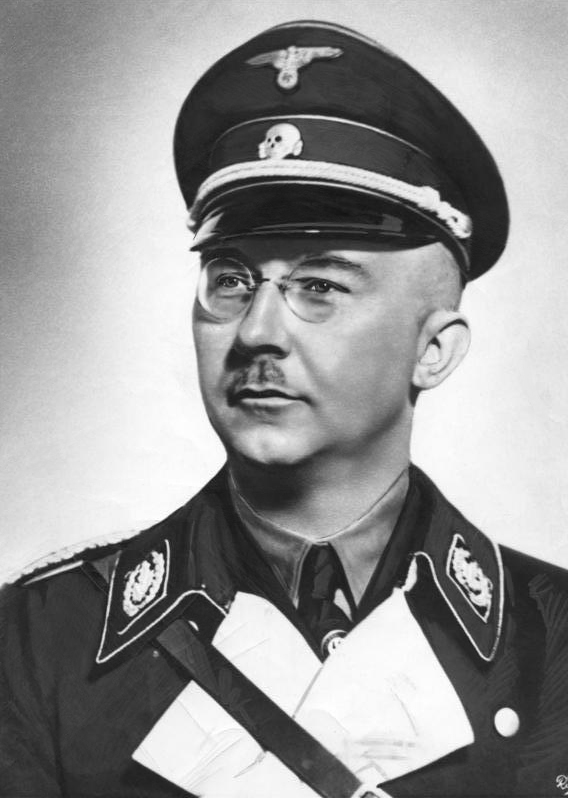
Heinrich Himmler, commandant en chef de la SS ayant Auschwitz dans ses attributions

Le commandant suprême de la SS, le Reichsführer-SS Heinrich Himmler, incarne le sommet de la chaîne de commandement. Il connaissait de manière précise le fonctionnement d'Auschwitz. Il adressait directement ses ordres au commandant du camp, court-circuitant toutes les autres chaînes de commandement. Himmler recevait également des instructions générales de la part d'Adolf Hitler ou d'Hermann Göring qu'il interprétait en fonction de son jugement et transmettait au commandant du camp d'Auschwitz.
En dessous d'Himmler, le commandant opérationnel SS le plus impliqué était l'SS-Obergruppenführer Oswald Pohl, qui dirigeait l'Office central SS pour l'économie et l'administration (SS-Wirtschafts-Verwaltungshauptamt - WVHA). Son subalterne, le SS-Gruppenführer Richard Glücks, servit en qualité de amtschef (chef de département) de l'Inspection des camps de concentration connu sous le nom de département D au sein du WVHA. Glücks était ainsi le supérieur direct du commandant du camp, le SS-Obersturmbannführer Rudolf Höss.

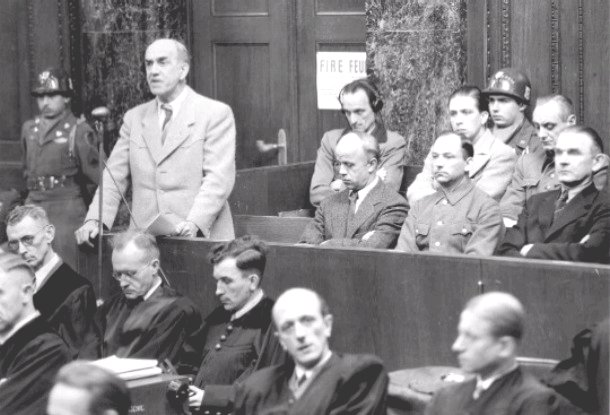
Oswald Pohl, tribunal militaire interallié à Nuremberg, 1947.

En plus de cette chaîne directe de commandement, la situation géographique d'Auschwitz plaçait certains approvisionnements et fonctions en temps de guerre sous l'autorité de responsables SS régionaux et de leader du Parti nazi. Dès sa construction, Auschwitz était situé dans la juridiction du tout récent Gouvernement général de Pologne sous le contrôle du Reichsleiter Hans Frank. Avant qu'Auschwitz ne devienne un camp de la mort, Frank en délaissa pour ainsi dire la gestion à la SS bien qu'il fût au courant de son existence puisqu'il était placé sous son autorité régionale.
Simultanément, l'ensemble des activités SS à Auschwitz étaient placées sous l'autorité du Höherer der SS und Polizeiführer, (le chef supérieur de la SS et de sa police) pour l'Est, qui, durant la presque totalité de la durée d'existence d'Auschwitz, fut Friedrich-Wilhelm Krüger. Wilhelm Koppe endossera cette fonction de la toute fin 1943 jusqu'à janvier 1945. Le subalterne de Krüger, le responsable de la police SS de Cracovie était également techniquement l'un des responsables de la ligne hiérarchique susceptible d'adresser des ordres à Auschwitz imposés par des nécessités en temps de guerre.
À partir de 1942, le territoire d'Auschwitz est absorbé par l'État allemand de la Haute-Silésie et par voie de conséquence, placé sous l'autorité du Gauleiter. Durant plus de la moitié de l'existence du camp, cette fonction était tenue par Karl Hanke qui visita le camp et disposait de connaissances pointues sur son fonctionnement. Durant toute cette période, le commandement SS de la région resta inchangé si ce n'est le fait que désormais Auschwitz dépendra également de la division de l'Allgemeine-SS: la SS-Oberabschnitt Südost (en). La 23rd SS-Standarte (en), homologue de la Waffen-SS dans la région, comportait également des effectifs casernés à Auschwitz.
De même que le camp impliquait des ressorts locaux, le transport des Juifs à travers l'Europe impliquait la participation du Reichssicherheitshauptamt ou RSHA. Et Reinhard Heydrich et, plus tard, Ernst Kaltenbrunner furent régulièrement informés des activités liées à Auschwitz par Adolf Eichmann affecté à la tête du RSHA Referat IV B4 (RSHA sous-Département IV-B4) qui s'occupait de la déportation des Juifs vers Auschwitz et qui, à ce titre, visita plusieurs fois le camp.
Un dernier groupe avait partie liée avec le fonctionnement d'Auschwitz, il s'agissait des différents ministères allemands concernés par la production de guerre, le travail obligatoire et la main d'œuvre. Durant le Procès de Nuremberg, une grande importance fut accordée au fait de savoir dans quelle mesure, le gouvernement civil de l'Allemagne nazie était au courant de la solution finale. Cette main d'œuvre était en effet d'une importance capitale pour des entreprises comme IG Farben. Fritz Sauckel et Albert Speer furent ainsi directement accusés de détenir des informations précises sur le fonctionnement d'Auschwitz même si les deux dénièrent formellement avoir connaissance du programme génocidaire.

## Chaîne de commandement suprême
- Reichsführer-SS Heinrich Himmler (commandant en chef de la SS)
- SS-Obergruppenführer Oswald Pohl (commandant, Office central SS pour l'économie et l'administration (SS-Wirtschafts-Verwaltungshauptamt)
- SS-Gruppenführer Richard Glücks (Inspection des camps de concentration)

### Chaîne de commandement latérale
- SS-Obergruppenführer Friedrich-Wilhelm Krüger
- SS-Obergruppenführer Wilhelm Koppe
- SS-Oberführer Julian Scherner

### Commandant du camp et membres du personnel
Le commandant du camp d'Auschwitz, tout comme les officiers du camp étaient tous membres de la SS-Totenkopfverbande ou SS-TV. En vertu d'une directive émanant du SS Personalhauptamt (en), les membres du SS-TV étaient également réputés être membres de la Waffen-SS. À ce titre, ils furent par la suite autorisés à arborer la tête de mort au revers de leur col signalant leur pleine appartenance et aux SS-TV et aux Waffen-SS.[réf. nécessaire].
Au commandant du camp était adjoint un personnel administratif complet d'officiers qui dépendaient d'un adjudant principal et de plusieurs autres officiers SS chargés des fournitures, des finances et d'autres impératifs administratifs.
La plupart des membres du personnel administratif et du personnel SS suppléant d'Auschwitz était affectée au quartier général d'Auschwitz I. Nombre d'entre eux étaient membres de la Waffen-SS mais pas de la SS-TV et à ce titre, étaient maintenus à l'écart des activités génocidaires du camp. Oskar Gröning est ainsi l'un des employés de bureau les plus connus pour avoir témoigné à propos de la vie des SS à l'intérieur du camp et souligné combien la vie était une expérience agréable pour ceux-ci.

### Demai 1940ànovembre 1943-Auschwitz

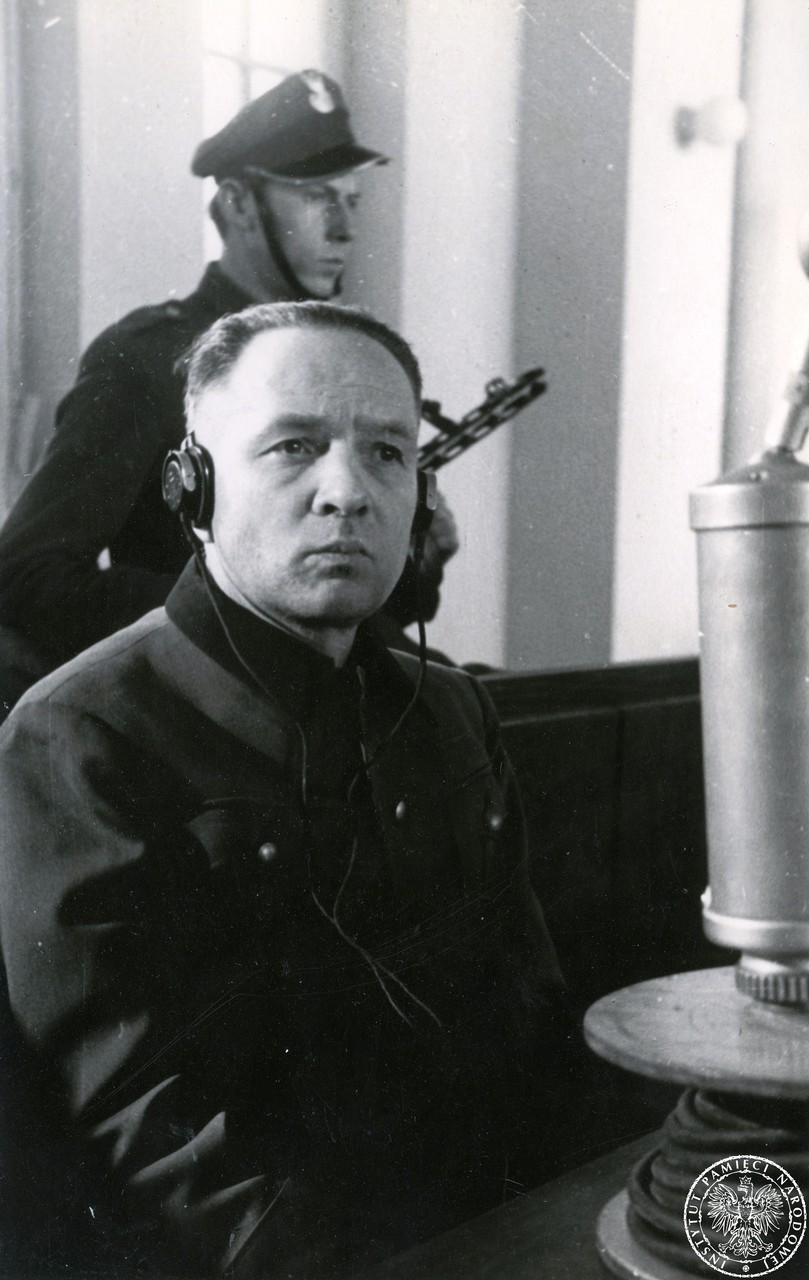
Rudolf Höß lors de son procès en 1947.

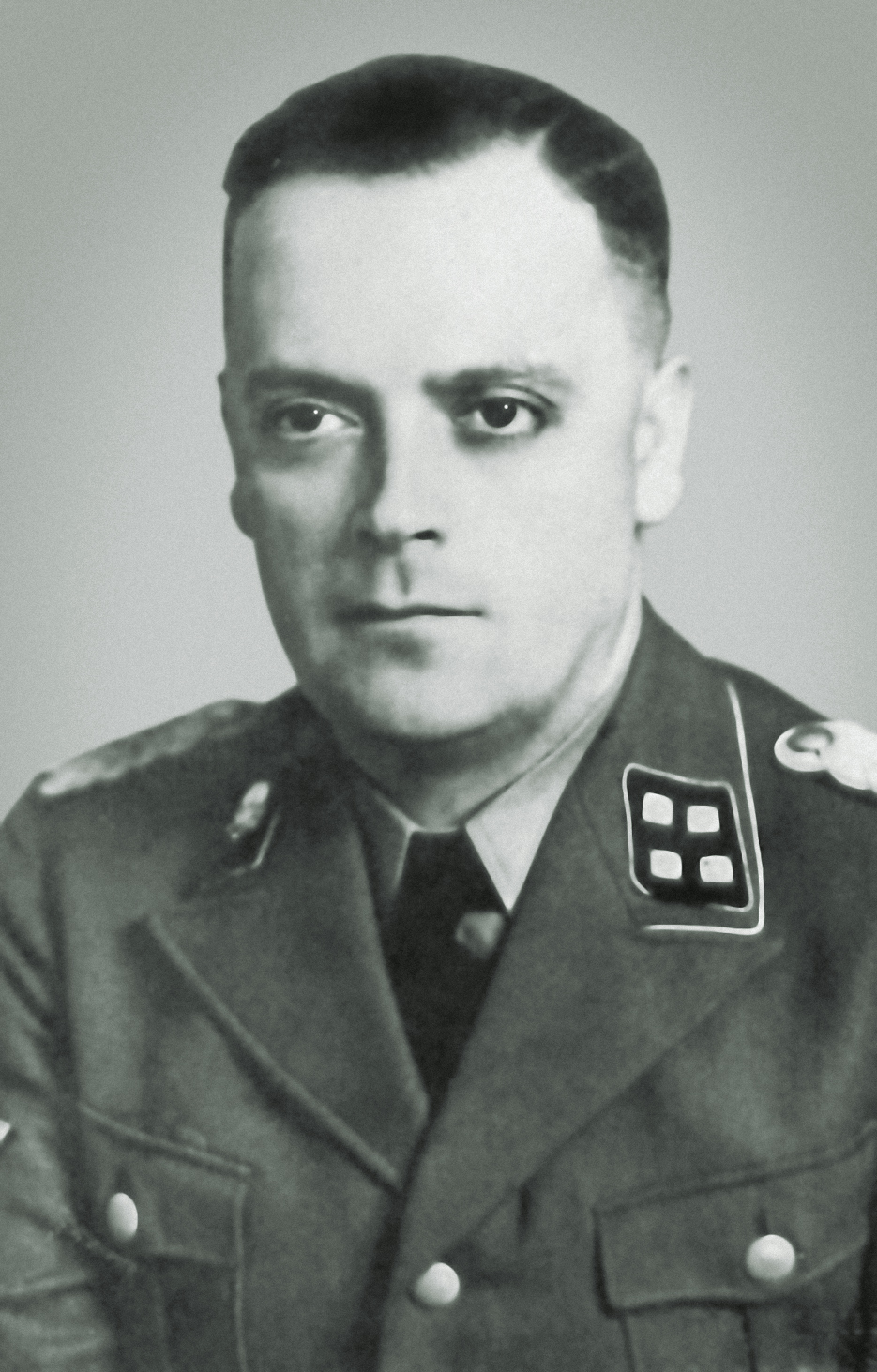
Arthur Liebehenschel vers 1940

| Nom                | Fonction           | Camp         | Période                                                    |
| ------------------ | ------------------ | ------------ | ---------------------------------------------------------- |
| Rudolf Höss        | Commandant du camp | KZ Auschwitz | mai 1940 à 11 novembre 1943 (8 mai 1944 à 29 juillet 1944) |
| Josef Kramer       | Adjudant           | KZ Auschwitz | 14 mai 1940 à 30 octobre 1940                              |
| Erich Frommhagen   | Adjudant           | KZ Auschwitz | 1er novembre 1940 à 1er novembre 1941                      |
| Edmund Bräuning    | Adjudant           | KZ Auschwitz | 1er novembre 1941 à 20 juin 1942                           |
| Hanns Lanzius      | Adjudant           | KZ Auschwitz | 20 juin 1942 à 31 août 1942                                |
| Robert Mulka       | Adjudant           | KZ Auschwitz | 31 août 1942 à 30 mars 1943                                |
| Ludwig Baumgartner | Adjudant           | KZ Auschwitz | 2 avril 1943 à 22 novembre 1943                            |

#### Denovembre 1943àjanvier 1945–KZ Auschwitz I (Stammlager)
| Nom                  | Fonction           | Camp                        | Période                        |
| -------------------- | ------------------ | --------------------------- | ------------------------------ |
| Arthur Liebehenschel | Commandant du camp | KZ Auschwitz I (Stammlager) | 11 novembre 1943 à 15 mai 1944 |
| Richard Baer         | Commandant du camp | KZ Auschwitz I (Stammlager) | mai 1944 à janvier 1945        |
| Viktor Zoller        | Adjudant           | KZ Auschwitz I (Stammlager) | 22 novembre 1943 à 25 mai 1944 |
| Karl Höcker          | Adjudant           | KZ Auschwitz I (Stammlager) | 25 mai 1944 à 18 janvier 1945  |
| Franz Xaver Kraus    | Verbindungsbüro    | KZ Auschwitz I (Stammlager) | décembre 1944 à janvier 1945   |

#### novembre 1943ànovembre 1944–KZ Auschwitz II (Birkenau)
| Nom                    | Fonction           | Camp                       | Période                             |
| ---------------------- | ------------------ | -------------------------- | ----------------------------------- |
| Friedrich Hartjenstein | Commandant du camp | KZ Auschwitz II (Birkenau) | novembre 1943 à mai 1944            |
| Josef Kramer           | Commandant du camp | KZ Auschwitz II (Birkenau) | mai 1944 à novembre 1944            |
| Johannes Schindler     | Adjudant           | KZ Auschwitz II (Birkenau) | 22 novembre 1943 à 25 novembre 1944 |

#### novembre 1943àjanvier 1945–KZ Auschwitz III (Monowitz)
| Nom              | Fonction           | Camp                        | Période                         |
| ---------------- | ------------------ | --------------------------- | ------------------------------- |
| Heinrich Schwarz | Commandant du camp | KZ Auschwitz III (Monowitz) | novembre 1943 à janvier 1945    |
| Rudolf Orlich    | Adjudant           | KZ Auschwitz III (Monowitz) | 1er juin 1944 à 18 janvier 1945 |

### Commandants de Camp

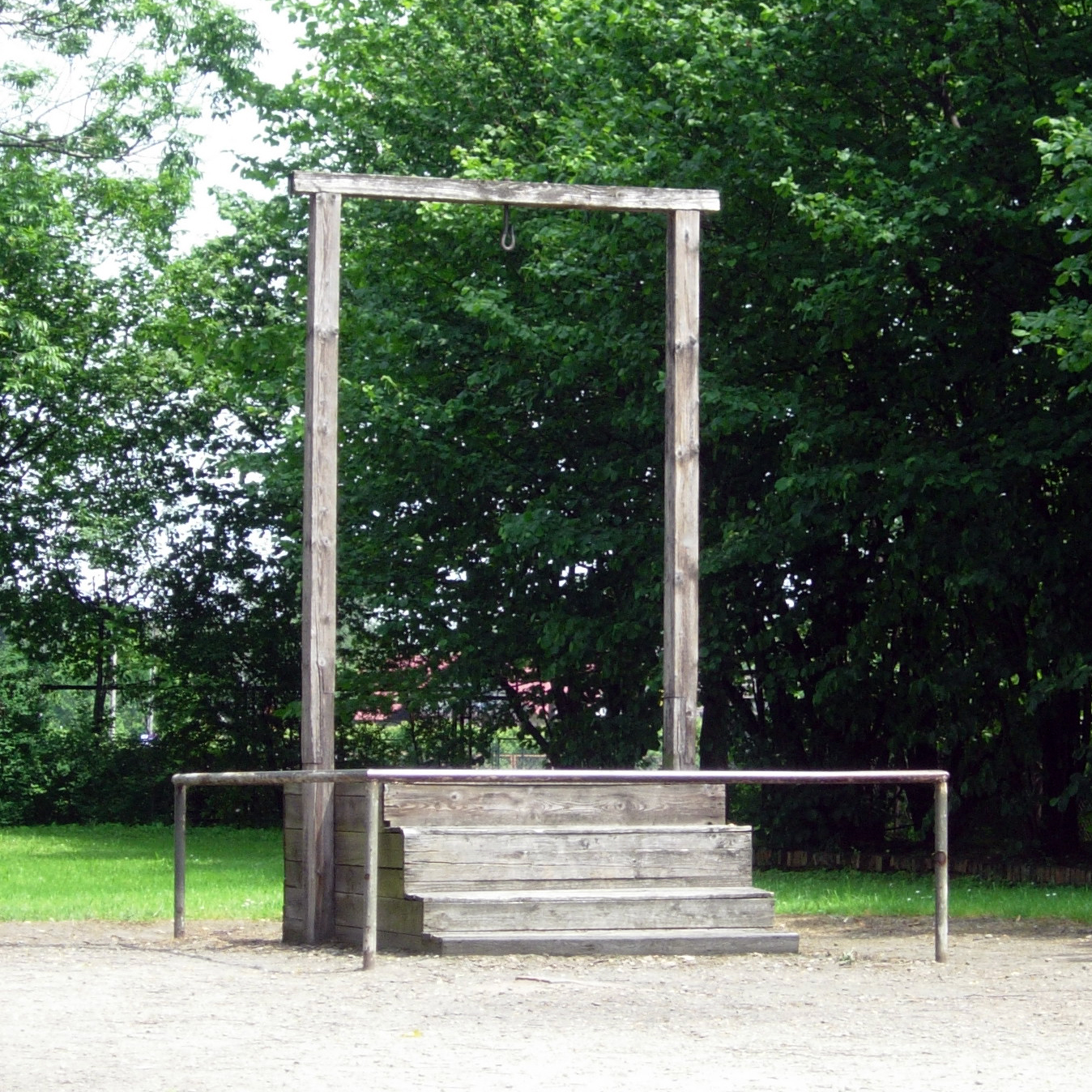
Auschwitz I, potence où Rudolf Höß fut pendu en 1947.

- SS-Obersturmbannführer Rudolf Höss (4 mai 1940 - 10 novembre 1943)
- SS-Obersturmbannführer Arthur Liebehenschel (11 novembre 1943 - 8 mai 1944)
- SS-Sturmbannführer Richard Baer (11 mai 1944 - janvier 1945)

#### Officiers seniors adjoints
- SS-Hauptsturmführer Josef Kramer (Auschwitz I)
- SS-Hauptsturmführer Robert Mulka (Auschwitz I et II)

#### Officiers juniors adjoints
- SS-Obersturmführer Karl-Friedrich Höcker (Auschwitz I)

#### Quartier général
- SS-Hauptscharführer Detlef Nebbe

#### Bureau des devises
- SS-Unterscharführer Oskar Gröning

#### Bureau des postes
- SS-Sturmscharführer Robert Heider

#### Service juridique
- SS-Obersturmführer Wilhelm Bayer (pl)
- SS-Obersturmführer Heinrich Ganninger

#### Directeur de l'administration
- Rudolf Wagner (jusque juin 1941)
- Willi Burger (jusque juin 1943)
- SS-Obersturmbannführer Karl Möckel (juillet 1943 - janvier 1945)

##### Bureau principal de l'administration du camp
- SS-Unterscharführer Franz Romeikat (assistant administratif)

##### Bureau des propriétés des prisonniers
- SS-Obersturmführer Theodor Kratzer (Directeur des propriétés)

##### Service du personnel du camp
- SS-Hauptscharführer Friedrich Schimpf
- SS-Oberscharführer Hans Zobisch

##### Service technique du camp
- SS-Scharführer Georg Engelschall

#### Direction interne du camp
La direction interne du camp était placée sous l'autorité directe des membres de la SS-TV dépendant du commandant de camp par l'intermédiaire des officiers ayant le titre de Lagerführers. À chacun des trois principaux camps d'Auschwitz étaient en effet assignés trois Lagerführers auxquels répondaient plusieurs sous-officiers SS : les rapportführers, chacun des Rapportführers commandant plusieurs Blockführer qui réglaient l'ordre au sein de chacun des baraquements. Dans cette tâche, les SS étaient assistés par un large effectif de kapos choisis parmi les prisonniers.
- SS-Hauptscharfuhrer Gerhard Palitzsch
- SS-Oberscharführer Oswald Kaduk
- SS-Rottenführer Stefan Baretzki

#### Direction du camp de travail
- SS-Unterscharführer Heinrich Oppelt
- SS-Unterscharführer Heinrich Schoppe

#### Direction du camp des femmes
- SS-Unterscharführer Richard Perschel
- SS-Unterscharführer Johann Ruiters

#### La garde du camp
La sécurité extérieure du camp était sous l'autorité d'une unité SS connue sous le nom de Wachbattalion (bataillon de la garde). Cette garde occupait les miradors et effectuait des rondes dans le périmètre de défense du camp. En cas d'alerte, comme lors de l’insurrection de prisonniers, le bataillon pouvait être déployé à l'intérieur du camp. Le bataillon était organisé de manière militaire avec un commandant de bataillon, des chefs de compagnie, et des chefs de peloton. Il comportait également des sous-officiers SS. La garde du camp était composée soit de Waffen-SS, soit de SS-TV vétérans en rotation interne due à des blessures ou pour des motifs administratifs.
Contrairement aux stéréotypes véhiculés, les membres de la garde du camp n'avaient pour ainsi dire pas de contact avec les prisonniers du camp. Les rares exceptions furent dictées par des soulèvements ou des évasions, parmi lesquels, la révolte des crématoires en 1944 dépeinte dans le film The Grey Zone et durant laquelle la garde pénétra dans le camp et fit feu sur les insurgés.

##### Commandant du bataillon des gardes
- SS-Sturmbannführer Max Gebhardt
- SS-Sturmbannführer Arthur Plorin

###### Commandant de compagnie
- SS-Sturmbannführer Otto Stoppel

###### Chef de peloton
- SS-Obersturmführer Josef Kollmer

###### Sous-officiers du bataillon des gardes
- SS-Hauptscharführer Adolf Becker
- SS-Hauptscharführer Matthias Tannhausen
- SS-Oberscharführer Emanuel Glumbik
- SS-Oberscharführer Vinzent Klose

###### Sentinelles du Bataillon de garde
- SS-Rottenführer Erich Dinges
- SS-Rottenführer Richard Böch

Le bataillon des gardes était principalement constitué de jeunes recrues SS ayant le rang de Schütze, Oberschütze, ou Sturmmann.

###### Compagnie canine
- SS-Obersturmführer Hans Merbach (Dog Squad Commander)

### Personnel médical
Auschwitz hébergeait son propre corps médical sous la direction d'Eduard Wirths dont les médecins et les membres du personnel étaient d'horizons divers au sein de la SS. Le tristement célèbre, Josef Mengele, était ainsi un médecin militaire au sein de la Waffen-SS avant d'être transféré à Auschwitz à la suite d'une blessure au combat.

#### Direction des médecins de la garnison
- SS-Sturmbannführer Dr Eduard Wirths
- SS-Obersturmfuhrer Dr Franz von Bodmann

##### Administration médicale
- SS-Sturmbannführer Dr Eduard Krebsbach (servit moins de deux mois)

##### Personnels médicaux

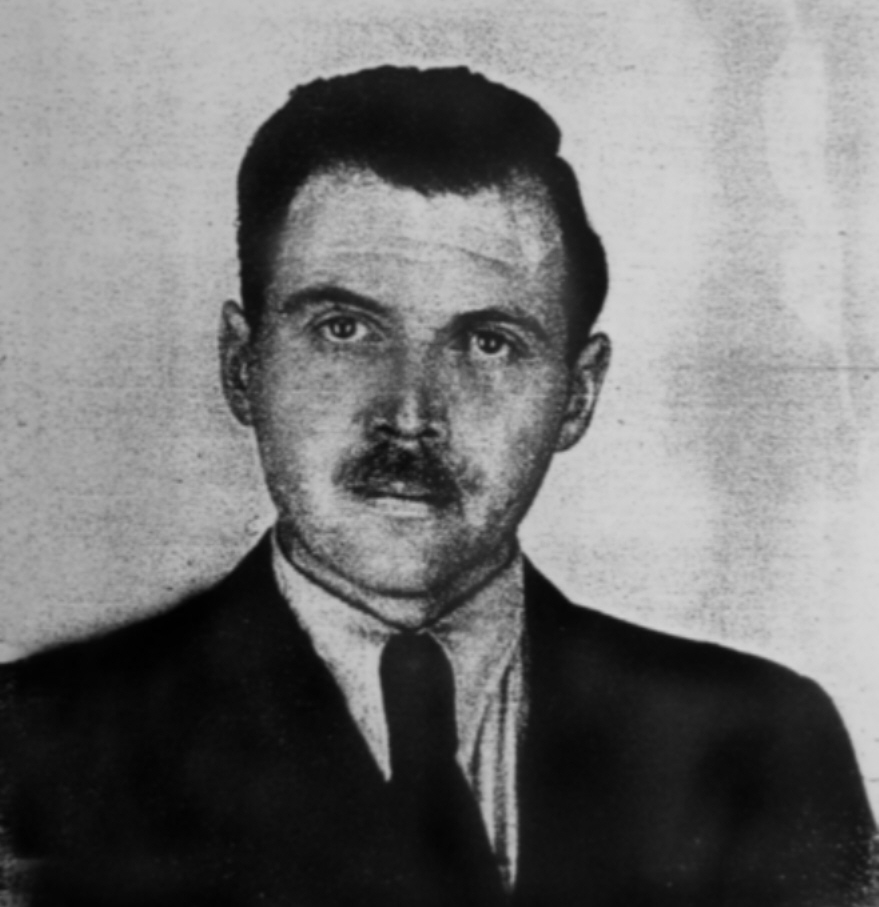
Josef Mengele en 1956.

- SS-Hauptsturmführer Dr Josef Mengele
- SS-Hauptsturmführer Dr Alfred Trzebinski
- SS-Obersturmführer Dr Franz Lucas
- SS-Untersturmführer Dr Hans Wilhelm König

##### Personnel médical civil
- Dr Carl Clauberg
- SS-Untersturmfuhrer Dr Walter Goebel (d) (Assistant du Dr Clauberg)

##### Chef de services médicaux
- SS-Oberscharführer Josef Klehr
- SS-Unterscharführer Adolf Theuer

#### Dentisterie
- SS-Sturmbannführer Dr Raimond Ehrenberger

##### Personnels dentistes
- SS-Obersturmführer Dr Willi Schatz

##### Personnel du service dentaire
- SS-Untersturmführer Josef Simon (technicien dentaire)

#### Pharmacie
- SS-Sturmbannführer Dr Victor Capesius

##### Personnel de la pharmacie
- SS-Obersturmführer Gerhard Gerber

#### Infirmerie
- SS-Obersturmführer Heinz Thilo

#### Vétérinaires
- SS-Sturmbannführer Dr Ludwig Boehne
- SS-Hauptsturmführer Armand Langermann

#### Institut d'hygiène d'Auschwitz
Ce sont les membres de cette section qui étaient chargés de déverser le Zyklon B dans les chambres à gaz. Ils circulaient en ambulance de la croix rouge.
- SS-Untersturmführer Dr Hans Wilhelm Münch
- SS-Unterscharführer Hans Koch
- SS-Oberscharführer Josef Klehr
- SS-Unterscharführer Adolf Theuer

### Gestapo
La Gestapo disposait d'un important bureau à Auschwitz constitué d'officiers et de membres du personnel en uniforme.

#### Direction des affaires politiques
- SS-Untersturmführer Maximilian Grabner

##### Bureau des affaires politiques
- SS-Hauptscharführer Helmut Westphal
- SS-Oberscharführer Josef Wietschorek
- SS-Unterscharführer Hermann Kirschner

##### Bureau des enregistrements
- SS-Untersturmführer Hans Stark (enregistrement des décès)

##### Département de l'identification
- SS-Hauptscharführer Bernhard Walter
- SS-Rottenführer Ludwig Pach

##### Département des interrogatoires
- SS-Oberscharführer Klaus Dylewski

##### Département des évasions
- SS-Oberscharführer Wilhelm Boger

##### Sercice du personnel de la Gestapo
- SS-Oberscharführer Josef Erber
- SS-Unterscharführer Perry Broad
- SS-Rottenführer Hans Hoffmann

### Autres catégories de personnels impliqués dans le génocide
Le personnel SS affecté aux chambres à gaz était, techniquement, sous la même chaîne de commandement que le personnel SS interne au camp, Dans la pratique, toutefois, ils vivaient séparément sur le site des crématoires. Ils étaient en général 4 par chambre à gaz sous la conduite d'un sous-officier qui supervisait environ une centaine de prisonniers juifs (connus sous le nom de Sonderkommandos) forcés de les assister dans le processus d'extermination.

### Personnel féminin du camp

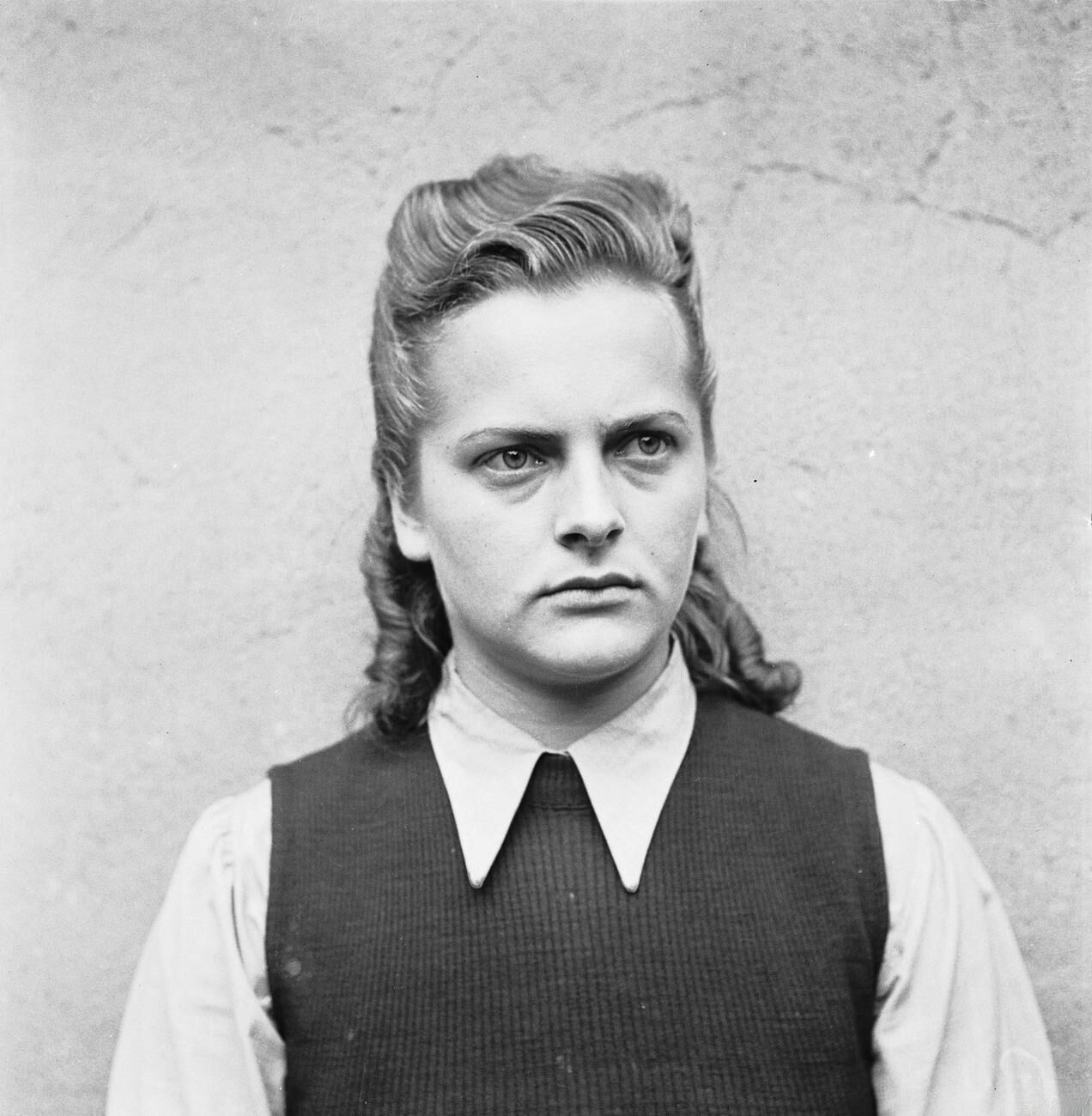
Irma Grese, la hyène d'Auschwitz.

Le personnel féminin travaillant à Auschwitz était constitué de femmes opérant sous le statut d'auxiliaires-SS (SS-Helferin). Elles assumaient différentes fonctions comme secrétaires, infirmières et de manière plus notoire, comme gardes dans le camp pour femmes à Auschwitz I puis à Auschwitz II - Birkenau, dont, Juana Bormann, Therese Brandl, Margot Dreschel, Irma Grese, Johanna Langefeld, Maria Mandel, Elisabeth Volkenrath et Elisabeth Lupka